# Montaignac-Saint-Hippolyte
 Montaignac-Saint-Hippolyte  là một xã thuộc tỉnh Corrèze trong vùng Nouvelle-Aquitaine miền trung Pháp.